# После…
«По́сле…» (фр. Et après...) — роман французского писателя Гийома Мюссо, опубликованный в 2004 году.

## Содержание
В возрасте восьми лет Натан чуть не погибает, спасая тонущую девочку. Двадцать лет спустя он стал успешным и известным адвокатом. Сломленный разводом с Мэллори (когда-то той самой маленькой девочкой, которую он спас от смерти), он полностью погружается в работу. От Мэллори у него было двое детей. Пока он пытается восстановить себя, в его жизнь врывается таинственный доктор. Пора Натану выяснить, почему он вернулся после того, как чуть не утонул.

## Публикация
Роман был впервые опубликован на французском языке 24 января 2004 года. Позднее был переведён на 24 языка, включая русский.

## Критика
Роман получил преимущественно положительную критику. Так, журналист канала RTL Бернар Лею (фр. Bernard Lehut) так характеризовал роман:
Этот роман опасен. Если вы его откроете, вы не сможете остановиться вплоть до последней страницы...Бернар ЛеюОригинальный текст (фр.)Ce roman est dangereux. Une fois ouvert vous ne pourrez plus le quitter avant la dernière page…
Журналистка Анн Бертод из еженедельника L’Express писала о книге:
Гийом Мюссо управляет искусством саспенса с эффективностью мэтров американских триллеров.Анн БертодОригинальный текст (фр.)Guillaume Musso manie l'art du suspense avec l'efficacité de ces maîtres du thriller américain.

## Адаптации
В 2008 году режиссёром Жилем Бурдо по мотивам романа Мюссо был поставлен одноимённый фильм (в российском прокате — «Заложник смерти») с Роменом Дюрисом и Джоном Малковичем в главных ролях.